# Zlatina Atanasova
Zlatina Atanasova –en búlgaro, Златина Атанасова– (Burgas, 5 de junio de 1980) es una deportista búlgara que compitió en halterofilia. Ganó dos medallas de bronce en el Campeonato Europeo de Halterofilia, en los años 2003 y 2004.

## Palmarés internacional
| Campeonato Europeo | Campeonato Europeo | Campeonato Europeo | Campeonato Europeo |
| Año                | Lugar              | Medalla            | Categoría          |
| ------------------ | ------------------ | ------------------ | ------------------ |
| 2003               | Lutraki (Grecia)   | Medalla de bronce  | 63 kg              |
| 2004               | Kiev (Ucrania)     | Medalla de bronce  | 58 kg              |